# Línea A (subte de Buenos Aires)
La Línea A es una de las seis líneas del Subte de Buenos Aires, abierta al público el 1° de diciembre de 1913, convirtiéndose así en la primera de toda América Latina, el hemisferio sur y todos los países de habla hispana. Se extiende a lo largo de 9,7 kilómetros entre Plaza de Mayo en el barrio porteño de Monserrat y San Pedrito en el barrio porteño de Flores. Circula por debajo de la totalidad de la Avenida de Mayo y parte de la Avenida Rivadavia, siendo utilizada por alrededor de 250.000 personas al día.
La estación Carabobo hizo de terminal temporaria de la línea desde 2008 hasta el viernes 27 de septiembre de 2013, ya que se encontraban en construcción dos estaciones más que extenderían el recorrido de la línea hacia el oeste: San José de Flores y San Pedrito.
La línea mantuvo hasta el viernes 11 de enero de 2013, sus antiguos coches La Brugeoise, de origen belga, construidos por La Brugeoise et Nivelles, durante la década de 1910. El miércoles 6 de marzo de 2013, el servicio se reanudó, con la puesta en funcionamiento de los coches de origen chino,  fabricados por la compañía CNR Corporation y adquiridos por el gobierno nacional.

## Historia
|                                    | Plaza de Mayo  |
|                                    | Perú           |
|                                    | Piedras        |
|                                    | Lima           |
|                                    | Sáenz Peña     |
|                                    | Congreso       |
|                                    | Pasco          |
|                                    | Alberti        |
|                                    | Plaza Miserere |
|                                    | Loria          |
|                                    | Castro Barros  |
|                                    | Río de Janeiro |
|                                    | Acoyte         |
|                                    | Primera Junta  |
| Color de los frisos en 1913 y 1914 |                |

«Desde la época en que los tranvías a caballo salían de la 'Agencia Central' en la calle Cuyo 34 para terminar su recorrido en la Plaza del Once, sólo han pasado cuarenta y tres años, y, sin embargo, tan grande ha sido el desarrollo de la metrópoli en ese [...] tiempo - insignificante en la vida de un pueblo- que a saltos de gigante hemos pasado de los 24 coches que 'corrían' entre las siete de la mañana y las once de la noche, al grandioso subterráneo que dentro de dos días se inaugura, en los que 'volarán' trenes innumerables cada tres minutos y de los que, en la Estación Congreso y en la Estación Once, se podrá combinar con las múltiples líneas que constituyen la notable red de tranvías a nivel con que ya cuenta Buenos Aires»
Revista Caras y Caretas, 28 de noviembre de 1913.

En la primera década del siglo XX el tráfico vial en Buenos Aires aumentó en forma importante debido al aumento en la población. En 1903 la ciudad tenía 895.381 habitantes, existiendo 4.791 coches y 60 automóviles, mientras que en 1913 vivían 1.457.885 habitantes, existiendo 6.211 coches y 7.438 automóviles. Debido a esto era necesario la creación de nuevas formas de transporte masivo.
El Congreso Nacional en 1909 entregó la concesión, mediante la Ley 6.700, al Ferrocarril del Oeste (FCO) para construir un subterráneo de carga de doble vía que uniera la vía principal del Ferrocarril del Oeste (actualmente Ferrocarril Sarmiento) en las cercanías de la calle Sadi Carnot (actualmente Mario Bravo) con el puerto. Pero el 28 de diciembre de ese mismo año la Municipalidad de la Ciudad de Buenos Aires entregó una concesión a la Compañía de Tranvías Anglo Argentina (CTAA), que explotaba el 80 % del sistema de tranvías, para construir un subterráneo de pasajeros. El proyecto incluía en su trazado el tramo Plaza de Mayo-Plaza Miserere que había sido concedido al ferrocarril.

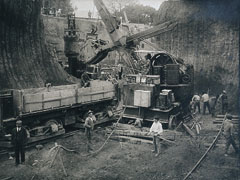
Construcción de la línea A.

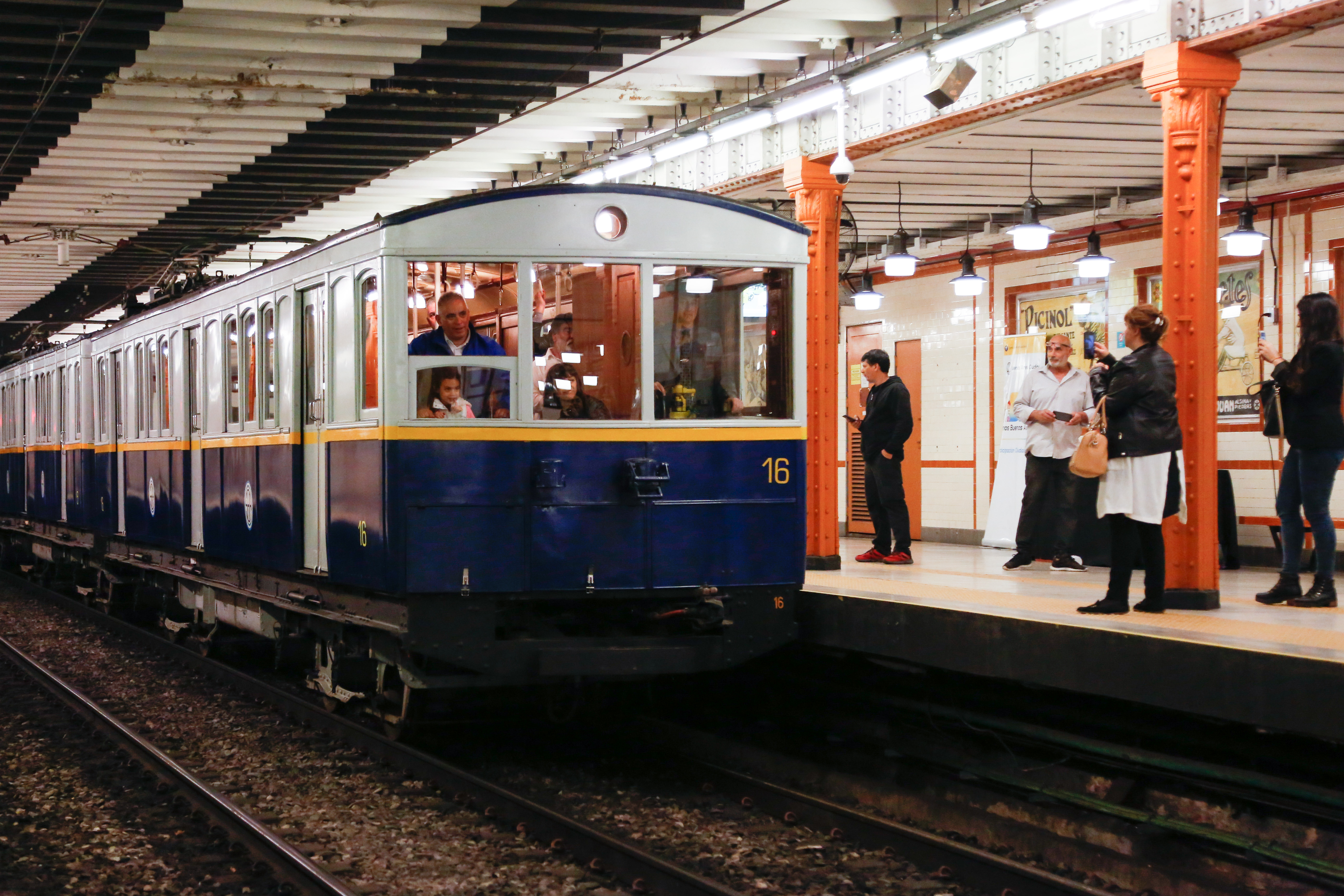
Antiguo tren clásico de la línea A detenido en la estación Perú.

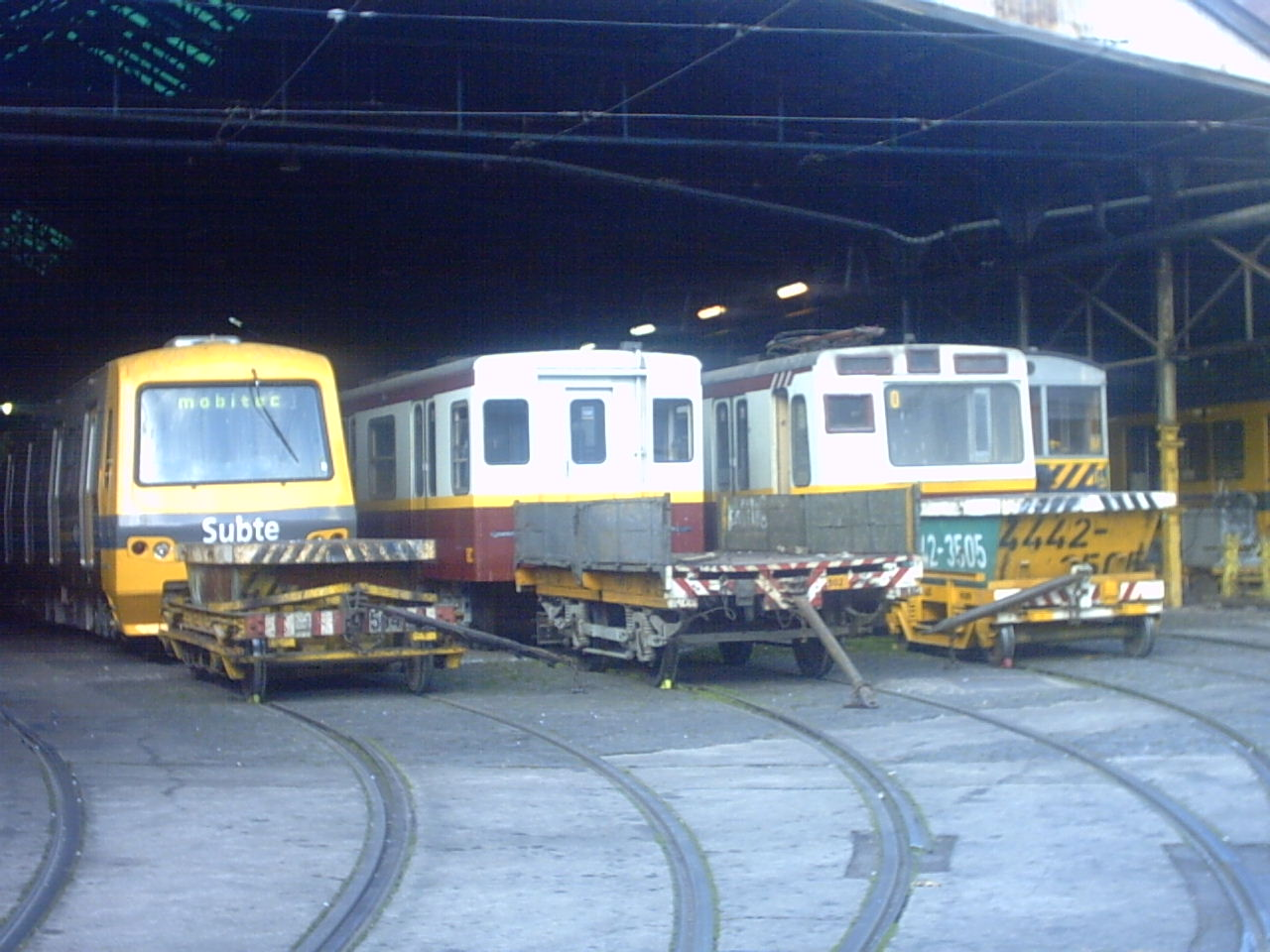
Vista del taller Polvorín.

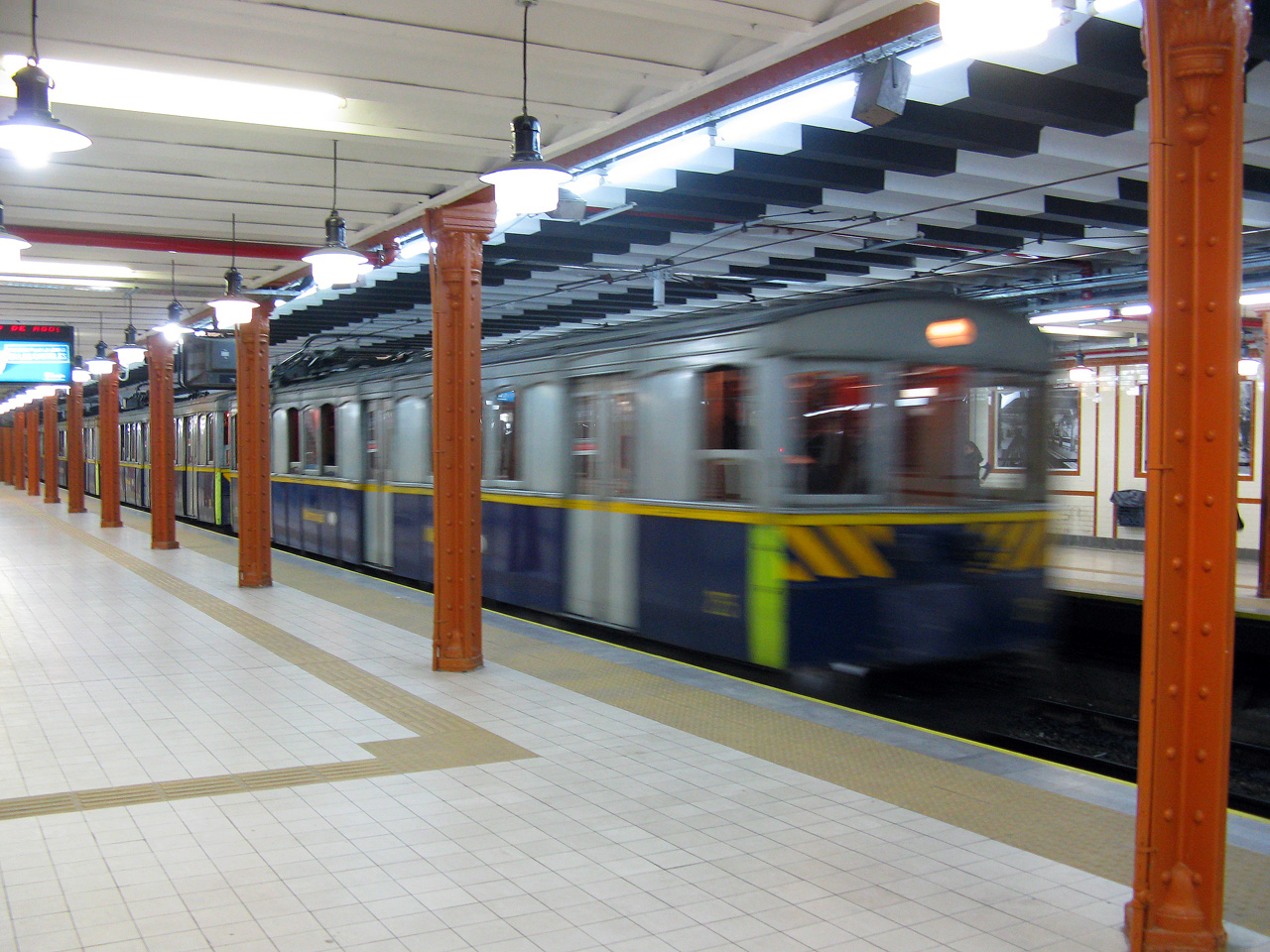
Estación Perú en 2009.

Tras un litigio, se acordó que el Ferrocarril del Oeste construyera la línea para cargas pero de una sola vía y a una profundidad que permitiera el paso de la línea de pasajeros que construiría CTAA en un plano superior. De esta forma el 15 de septiembre de 1911 comenzó la construcción de la Línea Anglo Argentina, a cargo de la contratista Philipp Holzmann & Cía. La construcción de esta línea implicó la contratación de 1.500 obreros y la utilización de 31 millones de ladrillos, 108.000 barras de 170 kg de cemento, 13.000 t de tirantes de hierro y 90 mil m² de capa aisladora. En 1911, a modo de prueba, el subterráneo recorrió a cielo descubierto el trayecto entre Plaza de Mayo hasta Plaza Congreso.
El tramo Plaza de Mayo-Plaza Miserere del subterráneo fue inaugurado el 1° de diciembre de 1913, bajo la intendencia de Joaquín Samuel de Anchorena. Al día siguiente fue habilitado al público, transportando a 170.000 pasajeros que pudieron disfrutar del primer subte de Sudamérica. Buenos Aires se convertía así en la decimosegunda ciudad en contar con este servicio, detrás de Londres, Nueva York, Chicago, Budapest, Glasgow, Boston, París, Berlín, Atenas, Filadelfia y Hamburgo. Cada estación tenía una longitud de 100 m y poseía frisos de un color determinado para facilitar su identificación, teniendo en cuenta el alto nivel de analfabetismo que existía en la época.
La construcción de la estación de Plaza Miserere fue realizada por las dos compañías, CTAA y FCO. En ese tiempo la estación contaba con dos vías para el ferrocarril, que se encontraban en el centro, y dos pares de vías para el subte, que se encontraban a los laterales. La vía exterior sur del subte fue eliminada en 1926 y se decidió ampliar el andén para que fuera más cómodo el transbordo ferrocarril-subte.
El recorrido se prolongó hasta la estación Río de Janeiro el 1 de abril de 1914, y el 14 de julio de ese año hasta la estación Caballito, rebautizada en 1923 como Primera Junta. Después de la estación Primera Junta se construyó una rampa en el centro de la Avenida Rivadavia, entre las calles Cachimayo y Emilio Mitre. Esta rampa se utilizaba para llevar los trenes a nivel y trasladarlos hasta el taller Polvorín ubicado en la calle Emilio Mitre y José Bonifacio, recorriendo un circuito de superficie compartido con el tráfico tranviario hasta 1963. Ese recorrido de 2 kilómetros es usado desde 1980 por la Asociación Amigos del Tranvía para hacer funcionar el Tramway Histórico de Buenos Aires. La rampa también fue utilizada por el servicio creado en 1915 que continuaba por la superficie hasta la intersección de Avenida Rivadavia y Lacarra, servicio que fue cancelado el 31 de diciembre de 1926. La línea obtendría su actual denominación, Línea A, recién el 17 de febrero de 1939. 
La inversión para construir la Línea fue de m$n 17 millones. Se invirtieron m$n 3 millones en la excavación del túnel, m$n 7 millones en la obra, m$n 2,5 millones en los 50 trenes iniciales y m$n 2 millones por el taller "Polvorín".

## Material Rodante
Durante la construcción de la línea, la Compañía Anglo-Argentina de Tranvías recibió ofertas de dos empresas para suministrar el material rodante: la belga La Brugeoise et Nicaise et Delcuve y la británica United Electric Car Company . Los modelos de tranvía presentados por las respectivas empresas fueron los coches La Brugeoise y los coches UEC Preston . [ 17 ]
Este último se destacó por su extravagante diseño interior, con materiales exóticos, y la UEC envió cuatro de estos tranvías a Buenos Aires para su consideración por la AATC. Finalmente, la compañía optó por los tranvías belgas y se construyeron 125 para la línea, aunque los cuatro tranvías de Preston también se mantuvieron. En 1927, los tranvías se convirtieron en vagones subterráneos tras la extensión subterránea de la línea y el abandono de su segmento de superficie. [ 17 ]
Los coches UEC Preston dejaron de prestar servicio en 1977 y los tres restantes se utilizan hoy en día en el Tranvía Histórico de Buenos Aires y también para ocasiones especiales en la Línea A del metro, como durante su centenario. [ 18 ] Los coches La Brugeoise  permanecieron en servicio hasta 2013, aunque a lo largo de los años se hicieron numerosos intentos para modernizar la flota (como se hizo con algunos coches modernizados por el Grupo Emepa en la década de 1980) o reemplazar el material rodante por completo. Uno de estos intentos de reemplazo del material rodante fue la compra de 96 coches Alstom Metropolis en 2001, sin embargo, estos finalmente se asignaron a la Línea D en lugar de la Línea A. [ 19 ]
Tras 96 años de servicio continuo, los vagones de La La Brugeoise se acercaban a su retirada definitiva del servicio en 2009. Ya no había repuestos disponibles en el mercado, por lo que debían fabricarse a medida en el Taller Polvorín , donde personal altamente cualificado se encargaba del mantenimiento y la reparación de las unidades de La Brugeoise y demás material rodante del Subte de Buenos Aires. Para entonces, ya se estaba considerando la posibilidad de que estos vagones antiguos supervivientes pudieran seguir funcionando como atracción turística los días festivos y domingos. [ 20 ]
Según Metrovías , el operador privado del metro de Buenos Aires, los vagones de La Brugeoise se sometían a una revisión rutinaria cada 20 días, mientras que cada cuatro años se les realizaba un mantenimiento intensivo. A pesar de sus muchos años de servicio ininterrumpido, los trenes de La Brugeoise presentaban uno de los promedios de fallos mecánicos más bajos de la red: 19 cada 100.000 km. [ 20 ]
2013-presente
editar
Artículo principal: Serie 200 del Subterráneo de Buenos Aires
Más información
Esta sección necesita ser actualizada . ( octubre de 2022 )

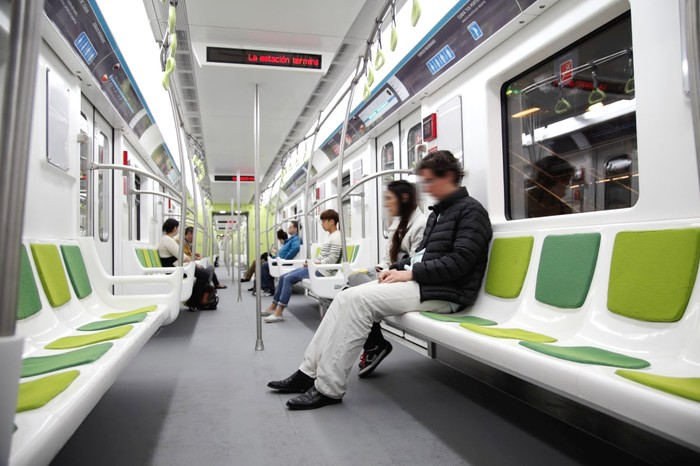
Interior

Interior del material rodante de la Serie 200 , utilizado a partir del año 2013.
Tren CNR en San Pedrito.

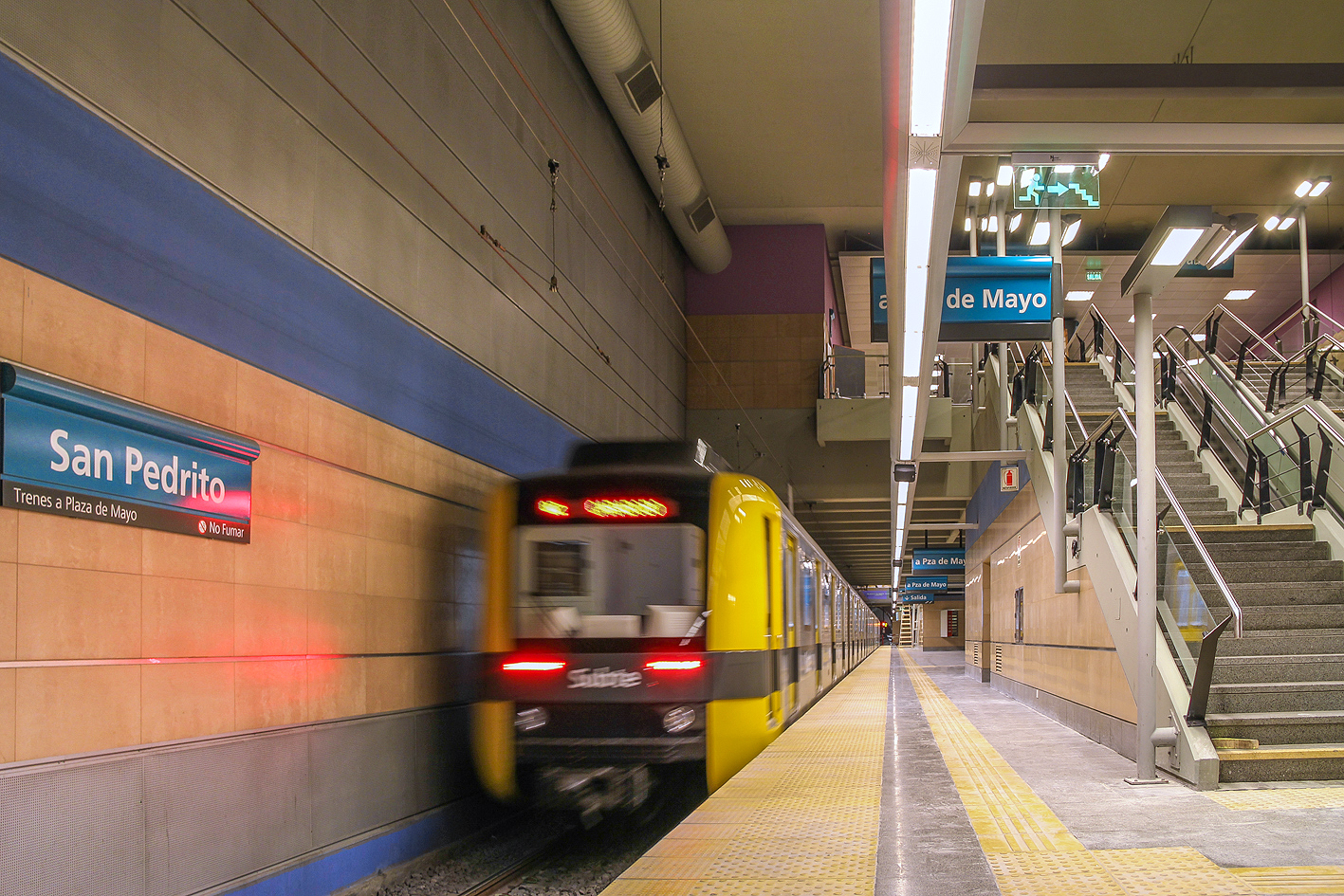

En 2013, tras casi 100 años de servicio continuo, los vagones Brugeoise se retiraron definitivamente del servicio el 12 de enero de 2013, 11 meses antes de su centenario. Fueron reemplazados por nuevo material rodante de la CNR , que se ha ido introduciendo paulatinamente a medida que llegan unidades desde China. [ 21 ] Desde entonces, el material rodante original se ha mantenido, parte en exhibición y otra se ha convertido a 1500 V para prestar servicios turísticos en la línea. [ 22 ] En diciembre de 2013, se aprobó una ley que establecía que toda la flota de La Brugeoise recibiría estatus de protección y, por lo tanto, solo se donaría a organizaciones dedicadas a su restauración y conservación. [ 23 ]
Los 45 vagones CNR Serie 200 que llegaron en 2013 no fueron suficientes para cubrir toda la flota de la línea, por lo que tuvieron que complementarse con una flota temporal de 35 vagones Fiat-Materfer , que aún no era suficiente para reemplazar las 120 unidades La Brugeoise. [ 24 ] Se añadieron a la flota temporal algunos trenes Siemens-Schuckert Orenstein & Koppel reacondicionados, además de los trenes Materfer. Sin embargo, la sustitución del material rodante coincidió con la inauguración de las estaciones de San José de Flores y San Pedrito , por lo que la línea seguía con un material rodante insuficiente, lo que provocó una disminución en el número de pasajeros. [ 25 ]
Mientras tanto, se encargaron 105 coches más de la Serie 200 desde China para que la línea contara con 150 de estos coches. Esto significó que los coches Siemens O&K pudieron retirarse completamente del servicio y los coches Materfer se trasladaron a la Línea E a tiempo para su extensión a Retiro . [ 26 ] Estos coches llegaron de forma constante a Argentina desde 2015 y se incorporaron a la línea para hacer frente a la disminución de la frecuencia y el número de pasajeros desde el retiro de los coches La Brugeoise. Las últimas unidades CNR llegaron durante 2016 y 2017, momento en el que el material rodante de la Línea A estaba compuesto íntegramente por la Serie 200. [ 26 ] [ 27 ]

### Anterior
- UEC Preston (1913-1977)
- La Brugeoise (1913-2013)
- Siemens Emepa (2008-2017)
- Fiat-Materfer (2008-2017)

### Actual
- CNR Serie 200 (2013-Presente)

## Información técnica

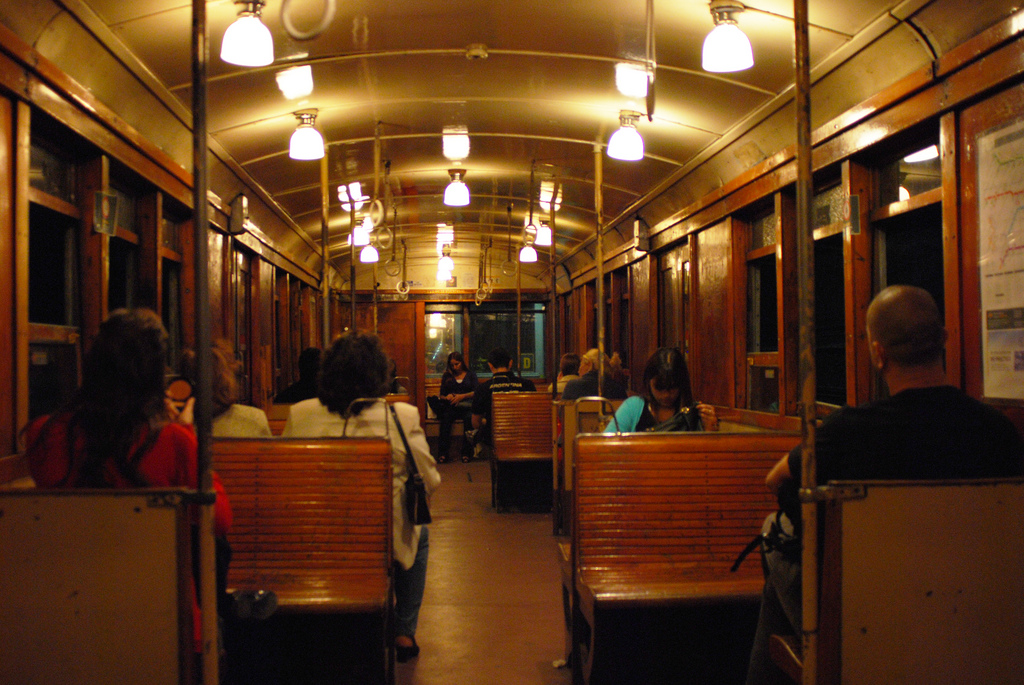
Interior de un clásico coche La Brugeoise

Las vías fueron colocadas según la trocha de 1,435 m que utilizaban los tranvías que circulaban en la ciudad. Los rieles fueron fabricados en Inglaterra; pesan 44,6 kg/m lineal, y son del tipo hongo asimétrico (bull head). Se encuentran a poca profundidad, entre 4,85 y 7,92 m por debajo de la superficie.
Utiliza captación de la energía eléctrica por catenaria aérea flexible, a 1100 Vcc, que difiere de la posteriormente adoptada para las líneas C, D y E, de 1500 Vcc, y también de la línea B, que con tomaba de tercer riel alimenta a los coches con 600 Vcc (Vcc = Voltios de corriente continua). La corriente fue suministrada en principio por cuatro subusinas de la Compañía Alemana Transatlántica de Electricidad.
La línea contó desde 1914 con señales luminosas, algunas de las cuales fueron luego automatizadas. Además se instalaron los paratrenes de brazo mecánico, una medida de seguridad contra la violación del semáforo en rojo. En 1974 se modernizó el sistema de señales luminosas al instalarse en Primera Junta un Control de Tráfico Centralizado (CTC). Sin embargo, el sistema de "paratrenes" mecánicos se mantuvo, brindando a la línea A una seguridad total.
Las unidades utilizadas en ese entonces eran cuatro coches ingleses United Electric (tren de lujo, ns. 1 al 4) y 46 coches de fabricación belga La Brugeoise (ns. 5 al 50). Cada unidad contaba con dos motores de 115 HP, lo que le permitía alcanzar una velocidad de 50 km/h, y la carrocería estaba construida en madera y pintada en su exterior de un celeste grisáceo claro. Las unidades inglesas medían 15 m de largo, mientras que las belgas 15,8 m; todos tenían un ancho de 2,6 m y una capacidad para 42 pasajeros sentados. Poseían 2 puertas de doble hoja para acceso desde los andenes, de apertura y cierre manual, las cuales se encontraban a 2 dm de altura sobre el andén. Los extremos de cada coche eran "símil-tranvía", tipo "plataforma", con puertas plegadizas y estribos que se utilizaban para descender a los refugios del tranvía en la Av. Rivadavia. Ello se debía a la operatoria originalmente diseñada para la línea, cuyos trenes eran divididos en Caballito (hoy estación Primera Junta), siguiendo uno o dos coches por la rampa de Avenida Rivadavia y Emilio Mitre, y continuando por las vías tranviarias de la Avenida Rivadavia hasta Avenida Lacarra, en el barrio de La Floresta, intercalados con los tranvías que recorrían dicha arteria.
En ese entonces los trenes no llevaban batería, por lo que la única solución ante un corte de energía eléctrica eran las lámparas de kerosene y de velas. En 1929 se modificó el sistema de apertura de puertas, permitiendo el cierre a distancia por el guarda del tren. Cada coche disponía de dos pantógrafos, por donde captaban la corriente de tracción de 1100 V de una catenaria aérea. Esta corriente continua de tracción era suministrada desde las subusinas de Azopardo, Bartolomé Mitre y Caballito.
A fines de 1913 se compraron 34 unidades más, que con las 36 adquiridas en 1919 aumentaron la flota a 120. En 1921 la empresa comenzó con la fabricación de un nuevo coche. El prototipo fue terminado un año después; tenía una carrocería metálica y fue utilizado en reemplazo de una de las unidades inglesas que se había incendiado.
Al suprimirse en 1926 el servicio "premetro" a nivel hasta Floresta, todas las unidades belgas fueron modificadas entre 1927 y 1928, suprimiéndose las plataformas "símil tranvía", y agregando una puerta central en el salón, con lo que adquirieron su fisonomía definitiva. Dicha reforma fue realizada íntegramente en el taller "Polvorín", de Emilio Mitre y José Bonifacio.
No sucedió lo mismo con las unidades United Electric, las cuales fueron solo parcialmente modificadas, conservando buena parte de su fisonomía original. De las cuatro, una se incendió en 1917 (coche Nª 1), otra fue vendida luego de su retiro de servicio (Nª 4), y dos restantes (Ns. 2 y 3) fueron cedidas a la Asociación Amigos del Tranvía, entidad que las restauró íntegramente y las conserva como patrimonio histórico de la ciudad en perfecto estado de funcionamiento.
En 1936 se aprobó la creación de la Corporación de Transporte de la ciudad de Buenos Aires, que el 17 de febrero de 1939 se quedó con los bienes de la Anglo Argentina indemnizándola con acciones de la Corporación de Transporte en relación con el capital invertido. A raíz de la implantación estatal de tarifas políticas para el servicio, la empresa Anglo Argentina perdió capital y demandó al Estado. El 30 de septiembre de 1965 la Corte Suprema falló a favor de la compañía inglesa, y condenó al Estado a pagar aproximadamente 7 millones de libras esterlinas.

### Material rodante
Después de 99 años de servicio continuo, los coches de La Brugeoise se retiraron definitivamente de servicio. El 23 de diciembre de 2008, dos nuevas estaciones fueron inauguradas en la Línea A: Puán y Carabobo. El aumento de la demanda pudo ser absorbido por la flota de ese momento, con el refuerzo de dos trenes Fiat Materfer tomados de la línea D. 
Las piezas de repuesto para aquellos trenes ya no estaban disponibles en el mercado por lo que tenían que ser hechas a medida por pedido del cliente en el taller Polvorín, donde las unidades La Brugeoise y otros materiales rodantes del Subterráneo de Buenos Aires son mantenidas y reparadas por personal altamente capacitado y calificado. Según Metrovías, el operador privado del Subterráneo de Buenos Aires, cada 20 días las unidades se someten a un chequeo de rutina, mientras que cada cuatro años se lleva a cabo el mantenimiento mayor. En 2008, a pesar de sus 96 años de servicio ininterrumpido, los trenes Brugeoise tenían uno de los promedios más bajos de falla mecánica en la red: 19 cada 100.000 km.
Las anécdotas y los recuerdos dejados en el público por estos «tranvías» antiguos, así como la fascinación que causan los vehículos de otras épocas por el refinamiento y detalles constructivos, han iniciado en el mundo una corriente de revalorización de su imagen y presencia. Surgieron varias voces en contra del retiro de estos, considerándolos como un símbolo de Buenos Aires; otros sugirieron que los coches Brugeoise funcionen en días festivos y feriados y de refuerzo a fin de preservarlos.

### Obras de extensión

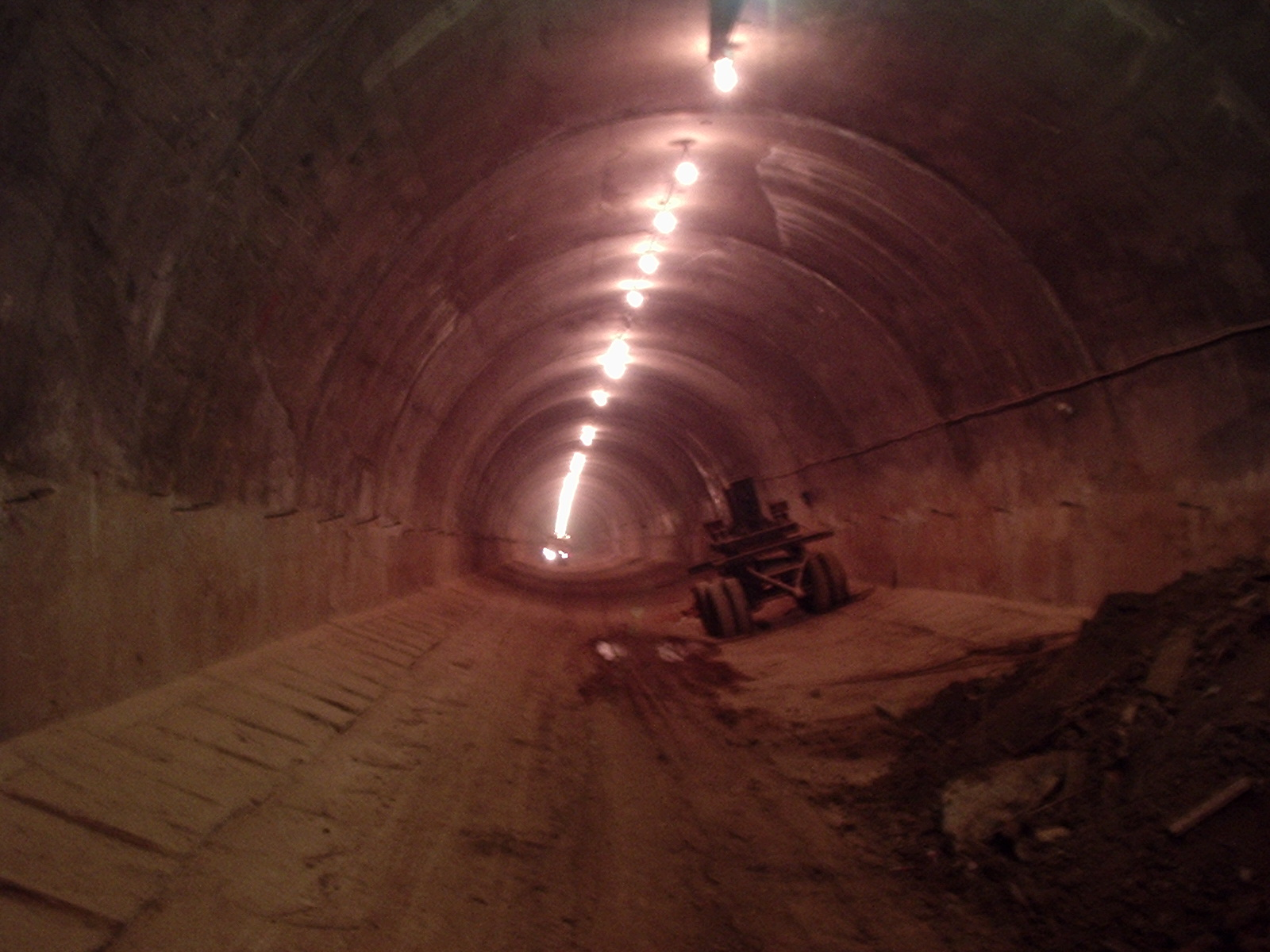
Túnel a metros de la estación Puán, cuando la misma se encontraba en construcción.

El 22 de diciembre de 2008 fueron inauguradas las estaciones Puán y Carabobo. Las obras, impulsadas por la gestión de Aníbal Ibarra, se encontraban muy avanzadas desde el mandato de Jorge Telerman, mas no pudieron ser terminadas. Fueron inauguradas por el jefe de Gobierno de la Ciudad Autónoma de Buenos Aires de aquel entonces, Mauricio Macri. Asimismo, se construyeron, tiempo después las estaciones San José de Flores y San Pedrito, esto agregó 2,9 km más de túneles a la línea. La inauguración estaba estipulada para agosto de 2013, pero finalmente fueron inauguradas el 15 de febrero de 2013.
Las obras, que se estima aumentaron en un 30% el uso de esta línea, generaron algunos cortes de tránsito en algunas intersecciones de Avenida Rivadavia. Para minimizar el impacto se asfaltaron algunas calles, se cambiaron los tiempos de los semáforos y se señalizaron las distintas interrupciones y desvíos.
Aprovechando las obras de extensión, se cambió el sistema eléctrico para adaptarlo al de 1500 V que utilizan las líneas C, D, E y H.

### Cierre temporal y cambio de flota
El 18 de abril de 2012, el Secretario de Transporte de la Nación Alejandro Ramos presentó en el predio de Tecnópolis los trenes fabricados por CNR que reemplazaron a los históricos coches La Brugeoise.
En diciembre de 2012, el Gobierno de la Ciudad, a cargo de Mauricio Macri, anunció el cierre total de la línea A durante un plazo de entre 15 y 60 días a partir de enero del año siguiente, con el objetivo puntual de trasladar los vagones y realizar la homologación de los mismos.
La línea A permaneció cerrada entre el 8 de enero y el 6 de marzo de 2013, luego del traspaso del servicio al Gobierno de la Ciudad de Buenos Aires, afectando a miles de pasajeros. El cierre de la misma fue rechazado por varios grupos de vecinos y expertos como innecesarios y perjudiciales, con fuertes críticas al gobierno de la ciudad.
La línea tras el cambio de flota, de tensión y diversos trabajos de mantenimiento como así también capacitación del personal e intervenciones artísticas en las estaciones volvió a funcionar el miércoles 6 de marzo en un acto al que concurrieron diferentes autoridades, entre ellos el ministro del Interior y Transporte de la Nación, Florencio Randazzo, quien lo hizo en representación de la presidenta Cristina Fernández de Kirchner, invitada por el Jefe de Gobierno porteño Mauricio Macri.

### Destino de los coches La Brugeoise
Tras la renovación de la flota comenzó la realización de un exhaustivo inventario de los 104 coches de La Brugeoise que, ante escribano público, se constató la existencia de coches «irrecuperables» y la calificación de «regular» de la flota, lo que nuevamente despertó críticas de varios sectores políticos y especialistas del tema. El exjefe de Gabinete porteño y actual jefe de Gobierno de la Ciudad Horacio Rodríguez Larreta también fue objeto de críticas cuando indicó que se podía hacer un «asado» con los históricos coches La Brugeoise. A fines de 2013 a raíz de una denuncia del sitio "enelSubte.com", se comprobó que apenas un par de coches fueron cubiertos por una lona, mientras el resto quedó expuesto a la lluvia, el sol y las altas temperaturas que dañan el interior de las unidades totalmente de madera. Un año después se denunció la venta ilegal de elementos de bronce pertenecientes a los vagones La Bugeoise, desatando nuevas críticas contra el gobierno porteño por el descuido y desidia sobre el patrimonio histórico. La jueza Elena Liberatori dictó ese año una medida cautelar para proteger los coches históricos desafectados del servicio, a raíz de una presentación realizada por la legisladora María Rachid, ante el riesgo de que sean desguazados.
En 2015 la gran mayoría de los coches se encuentran protegidos por ley de la Legislatura y varios fueron declarados Monumento Histórico Nacional.

## Recorrido
La línea A comunica los barrios de Monserrat, San Nicolás, Balvanera, Almagro, Caballito y Flores (comunas 1, 3, 5, 6 y 7), por debajo de la Avenida de Mayo y la avenida Rivadavia.
Conecta con:
- Líneas D y E en la estación Perú.
- Línea C y metrobús en la estación Lima.
- Líneas H y Sarmiento en la estación Plaza Miserere.
- Línea Sarmiento en la estación Primera Junta.
- Línea Sarmiento en la estación San José de Flores.

## Estaciones
| Estación           | Inauguración            | Ubicación                                                        | Barrio                             | Comb.             | Estación       |
| ------------------ | ----------------------- | ---------------------------------------------------------------- | ---------------------------------- | ----------------- | -------------- |
| Plaza de Mayo      | 1 de diciembre de 1913  | Av. Hipólito Yrigoyen y Balcarce                                 | Monserrat                          |                   | Terminal       |
| Perú               | 1 de diciembre de 1913  | Avenida de Mayo y Perú                                           | Monserrat                          | Línea D · Línea E | De combinación |
| Piedras            | 1 de diciembre de 1913  | Av. de Mayo y Piedras                                            | Monserrat                          |                   | De paso        |
| Lima               | 1 de diciembre de 1913  | Av. de Mayo y Lima                                               | Monserrat                          | Línea C           | De combinación |
| Sáenz Peña         | 1 de diciembre de 1913  | Av. de Mayo y Luis Sáenz Peña                                    | Monserrat                          |                   | De paso        |
| Congreso           | 1 de diciembre de 1913  | Av. Rivadavia, Av. Callao y Av. Entre Ríos                       | Balvanera, Monserrat y San Nicolás |                   | De paso        |
| Pasco              | 1 de diciembre de 1913  | Av. Rivadavia, Pasco y José E. Uriburu                           | Balvanera                          |                   | De paso        |
| Alberti            | 1 de diciembre de 1913  | Av. Rivadavia, Alberti y Larrea                                  | Balvanera                          |                   | De paso        |
| Plaza Miserere     | 1 de diciembre de 1913  | Av. Rivadavia y Av. Pueyrredón, calles Ecuador y Bartolomé Mitre | Balvanera                          | Línea H           | De combinación |
| Loria              | 1 de abril de 1914      | Av. Rivadavia, calles Sánchez de Loria y Sánchez de Bustamante   | Almagro                            |                   | De paso        |
| Castro Barros      | 1 de abril de 1914      | Av. Rivadavia, Avenida Medrano y Castro Barros                   | Almagro                            |                   | De paso        |
| Río de Janeiro     | 1 de abril de 1914      | Av. Rivadavia, Avenida La Plata y Río de Janeiro                 | Almagro y Caballito                |                   | De paso        |
| Acoyte             | 1 de julio de 1914      | Av. Rivadavia, Avenida José María Moreno y Avenida Acoyte        | Caballito                          |                   | De paso        |
| Primera Junta      | 1 de julio de 1914      | Av. Rivadavia, calles Rojas y Del Barco Centenera                | Caballito                          |                   | De combinación |
| Puán               | 23 de diciembre de 2008 | Av. Rivadavia, Puan                                              | Caballito                          |                   | De paso        |
| Carabobo           | 23 de diciembre de 2008 | Av. Rivadavia 6300                                               | Flores                             |                   | De paso        |
| San José de Flores | 15 de febrero de 2013   | Av. Rivadavia 6950                                               | Flores                             |                   | De combinación |
| San Pedrito        | 15 de febrero de 2013   | Av. Rivadavia, Avenida San Pedrito y Avenida Nazca               | Flores                             |                   | Terminal       |

## Estaciones fantasma

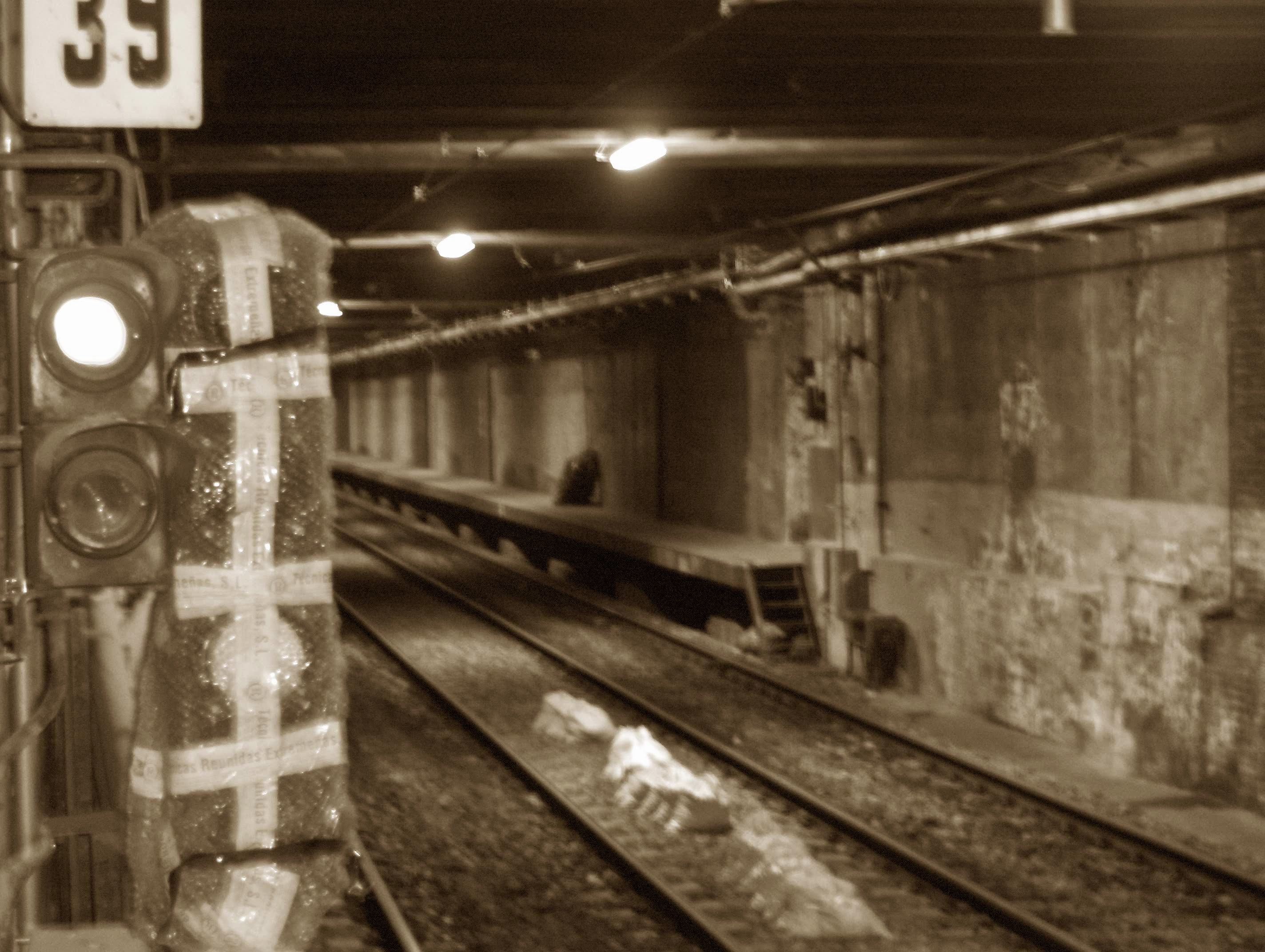
Estación Pasco Sur.

Las estaciones de Pasco y Alberti tenían la particularidad de que los andenes con dirección a los extremos opuestos no estaban enfrentados. Además estas dos estaciones se encontraban muy próximas (a menos de 200 m), resultando poco eficiente que el tren se detuviera dos veces en tan pocos metros.
En 1951 las semiestaciones Pasco Sur y Alberti Norte fueron finalmente clausuradas, permaneciendo activas hasta la actualidad solo las dos semiestaciones opuestas. Sin embargo, a pesar de la clausura todavía pueden ser reconocidas desde los trenes y las semiestaciones. Además, existen hasta el día de hoy varios mitos urbanos relacionados con estas semiestaciones.